# 新港鐵路公園

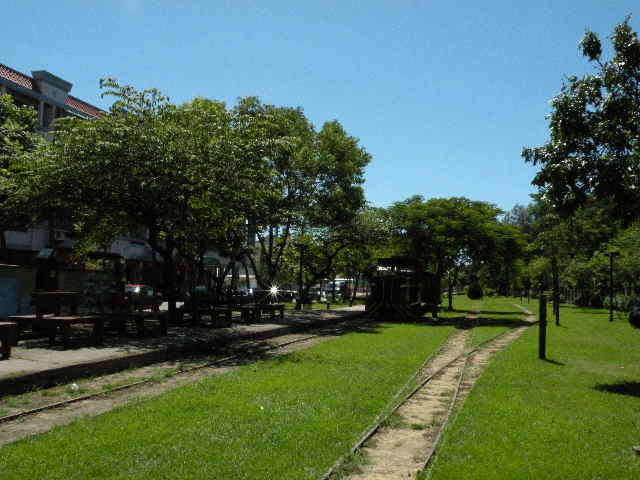
新港鐵路公園

新港鐵路公園，乃由原本台糖鐵路北港線（嘉義-北港）的新港站改建而成。位於嘉義縣新港鄉中山路奉天宮媽祖大樓旁，現為新港鄉舉行活動的主要場地之一。
於1911年興建的糖鐵嘉義線，由台鐵嘉義車站後站，經竹圍仔、北社尾、牛斗山（或稱牛稠山）、三間厝、中洋仔、新港、板頭厝、彎仔內等站而達北港，全長共十八點七公里。於新港設站，但在1982年（民國71年）8月17日下午4時45分，開出最後一班車，台糖鐵路客運營業就此走入歷史。本車站自此荒蕪達二十年之久。
惟在地方人士及社團義工們極力參與之下，經過整理，將原糖鐵新港站轉變成「新港鐵道公園」，保存部份舊鐵道、一部溪州牌柴油機車、數部貨車，以及一部守車，草木扶疏。
於2001年（民國90年）9月9日9時9分落成。

## 外部連結
- 嘉義縣文化觀光局介紹新港鐵路公園 （页面存档备份，存于）
- 嘉義縣新港鐵路公園9月9日9時9分落成

23°33′15.6″N 120°20′47″E / 23.554333°N 120.34639°E